# Афабет (район)
Афабет — район зоби (провінції) Семіен-Кей-Бахрі, що в Еритреї. Столиця — місто Афабет.